# Jesse Flores (giocatore di baseball)
Jesse Sandoval Flores (Guadalajara, 2 novembre 1914 – Orange, 17 dicembre 1991) è stato un giocatore di baseball statunitense della Major League Baseball.
Ha militato con Chicago Cubs (1942), Philadelphia Athletics (1943-47) e Cleveland Indians (1950).
Terminata la sua carriera da giocatore, Flores fu inserito nella Mexican Baseball Hall of Fame nel 1987.